# O Vestido Ideal: Reino Unido
Say Yes to the Dress (Brasil: O Vestido Ideal: Reino Unido ) é a versão britânica de O Vestido Ideal. O programa foi ao ar no TLC em 2016. Em 2017 o reality teve a participação da apresentadora de TV Olivia Buckland. A primeira temporada foi ao ar em 2016, e a segunda temporada foi ao ar em 2017.
O reality é apresentado pelo fashionista de moda David Emanuel, que projetou o vestido de noiva da Princesa Diana.